# Guillaume de Lunebourg
Guillaume de Lunebourg (en allemand : Wilhelm von Lüneburg), dit l'Ancien ou le Gros, né le 11 avril 1184 à Winchester en Angleterre et décédé le 13 décembre 1213 à Lunebourg en Saxe, est un prince de la dynastie des Welf (maison de Brunswick).  Le plus jeune fils du duc Henri le Lion, il a accédé au titre de « duc de Lunebourg » d'une date inconnue jusqu'à sa mort. Par son fils Othon, il est l'ancêtre de tous les ducs de Brunswick-Lunebourg et rois de Hanovre.

## Biographie
Guillaume naît lors de l'exil de son père Henri en Angleterre, la patrie de son épouse Mathilde Plantagenêt, fille du roi Henri II. Il reste à la cour de son oncle le roi Richard Cœur de Lion lorsque son père retourne en Saxe en 1185. En 1193, il a été pris en otage par l'empereur Henri VI. En mars 1194, enfin, Henri le Lion se réconcilia avec l'empereur et son fils Henri de Brunswick, frère aîné de Guillaume, a été inféodé avec le palatinat du Rhin. 
À la mort de Henri le Lion en 1195, Guillaume a hérité des alleux de la famille autour de Lunebourg, de Lüchow et de Dannenberg ainsi que les domaines de Blankenburg au pied du Harz. En 1198, son frère Otton de Brunswick fut élu roi des Romains, contre l'opposition de Philippe de Souabe et la maison de Hohenstaufen. Guillaume coopère avec lui dans l'application de son règne en participant à plusieurs campagnes. Il a développé sa résidence à Lunebourg, où il favorisa le commerce du sel, et a consolidé ses territoires en Saxe ; néanmoins, il meurt prématurément à l'âge de 29 ans.

## Mariage et descendance
À l'été 1202, il épousa Hélène († 1233), fille du roi Valdemar Ier de Danemark. Un fils naît de cette union : Othon l'Enfant, le premier duc de Brunswick-Lunebourg à partir de 1235. 

## Généalogie

### Ascendance
Guillaume de Lunebourg appartient à la Maison d'Este et est le père du premier souverain de la Maison de Brunswick. 
Guillaume de Lunebourg est l'ascendant des rois de Grande-Bretagne et du Royaume-Uni George Ier, George II, George III, George IV, Guillaume IV. Par la reine Victoria, il est l'ascendant d'Élisabeth II.
Il est également l'ascendant des électeurs de Hanovre, des rois de Hanovre et de l'actuel chef de la Maison royale de Hanovre le prince Ernest-Auguste V de Hanovre.